# Washingtonia brachypoda
Washingtonia brachypoda là loài thực vật có hoa thuộc họ Arecaceae. Loài này được (Torr. ex Durand) A. Heller miêu tả khoa học đầu tiên năm 1898.